# Ossenworst

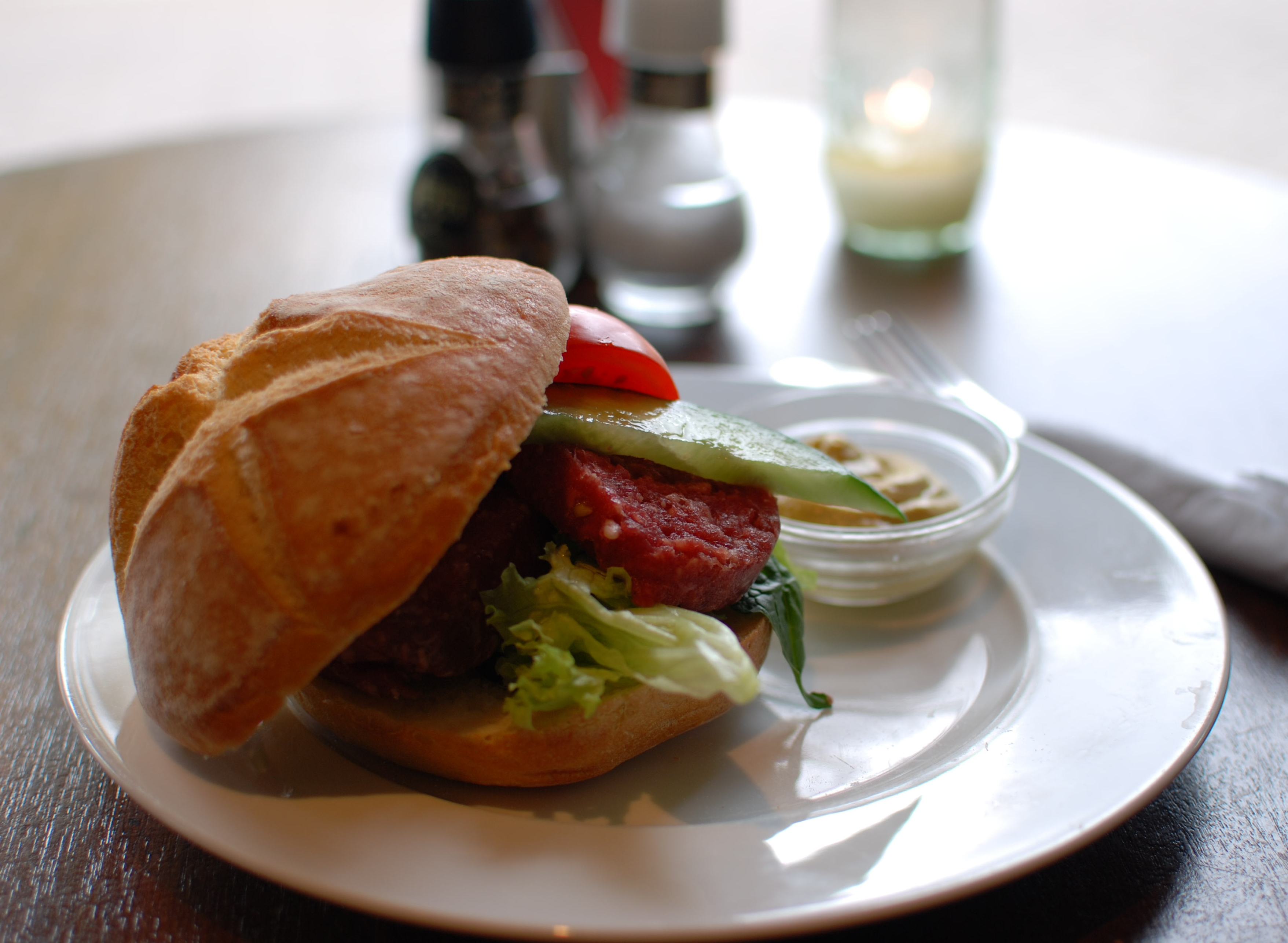
Brötchen mit Ossenworst in Amsterdam

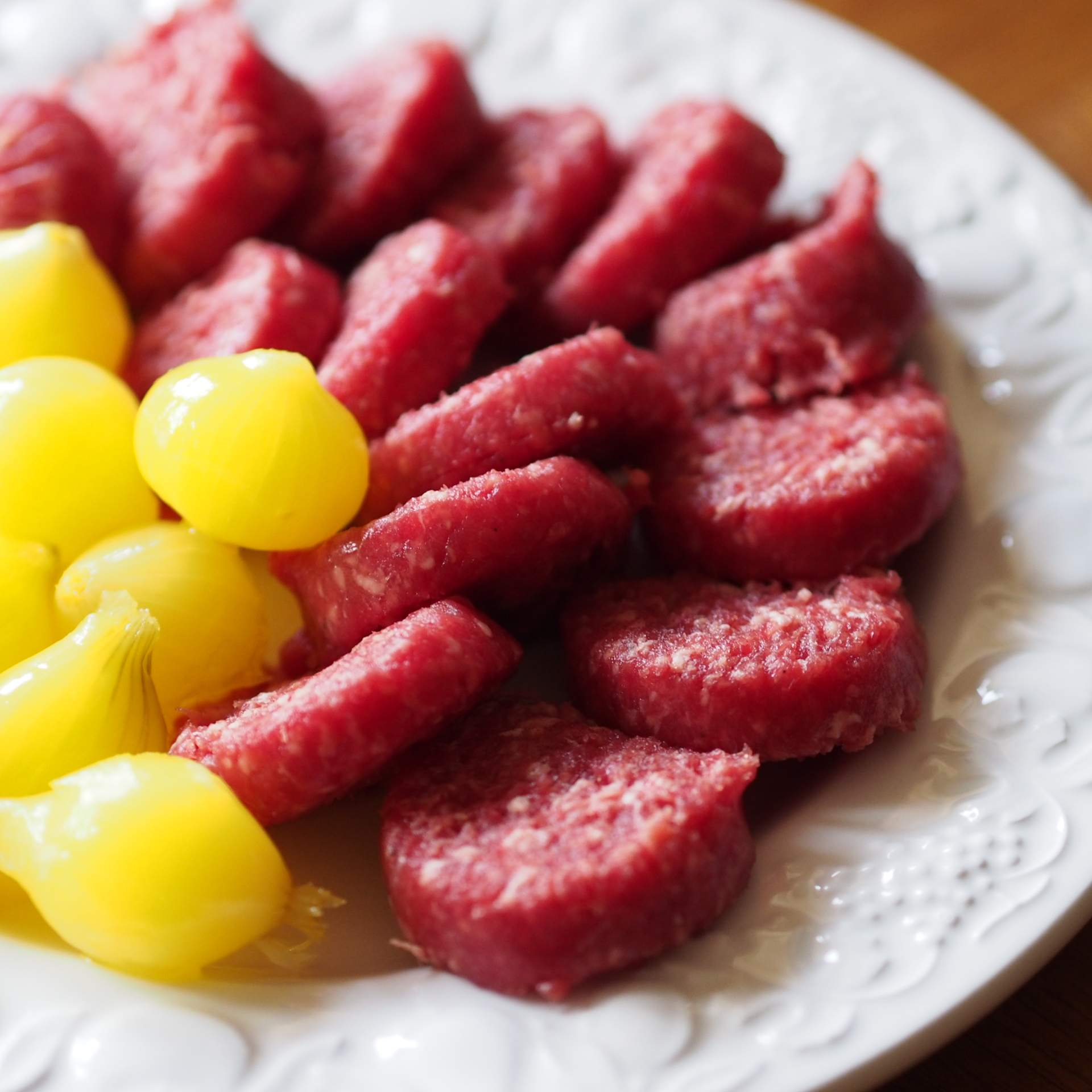
Ossenworst mit Amsterdamer Zwiebeln

Ossenworst ist eine Rohwurst aus Rindfleisch. Ursprünglich wurde sie von niederländischen, aschkenasischen Juden aus abgehangenem Ochsenfleisch gefertigt, stark gewürzt und kalt geräuchert. Heutzutage wird sie meist aus magerem Rindfleisch hergestellt und oft nicht mehr geräuchert. Sie ist ein fester Bestandteil der niederländischen Küche geworden.